# Missionari di la Plaine
I Missionari di la Plaine (in francese Missionnaires de la Plaine) sono un istituto religioso maschile di diritto diocesano originario della diocesi di Luçon: i membri di questa congregazione pospongono al loro nome la sigla M.D.P.

## Storia
La congregazione venne fondata da Gabriel Martin (1873-1949): superiore di una compagnia sacerdoti diocesani impegnati nella predicazione delle missioni popolari nelle zone rurali della Vandea meridionale, tra il 1910 e il 1915 organizzò un sodalizio di sacerdoti per l'evangelizzazione di La Plaine, una regione della diocesi di Luçon che si era mostrata refrattaria all'opera dei suoi missionari.
La comunità estese presto la sua missione alle opere pastorali nelle parrocchie più abbandonate della diocesi. Ottenuto il nihil obstat della Congregazione per i Religiosi (4 gennaio 1928), il vescovo di Luçon, Gustave-Lazare Garnier, eresse il sodalizio in congregazione clericale di diritto diocesano con decreto del 12 luglio 1928.
La spiritualità della congregazione si rifà all'opera di santa Teresina del Bambin Gesù e del Volto Santo, verso la quale il fondatore portava una spiccata devozione.

## Attività e diffusione
I Missionari di la Plaine si dedicano al ministero parrocchiale, alla predicazione delle missioni popolari e al servizio dei santuari.
Sono presenti in varie zone della Francia (Vandea, Berry, Charente Marittima, Île-de-France) e in Madagascar: la sede generalizia è a Chaillé-les-Marais.
L'istituto conta circa 50 religiosi.